# Potentilla flaccida
Potentilla flaccida är en rosväxtart som beskrevs av Franz Theodor Wolf. Potentilla flaccida ingår i Fingerörtssläktet som ingår i familjen rosväxter. Inga underarter finns listade i Catalogue of Life.